# Матјаж Копитар
Матјаж Копитар (словен. Matjaž Kopitar — Јесенице, 6. новембар 1965) некадашњи је професионални југословенски и словеначки хокејаш на леду који је играо на позицијама нападача. По окончању играчке каријере постао је хокејашки тренер.
Највећи део играчке каријере провео је у екипи Јесеница где је провео 11 сезона. Играо је још и за словеначке клубове Марибор и Блед, те за аустријски Клагенфурт.
Играо је за сениорску репрезентацију Југославије, а потом иза репрезентацију Словеније. У периоду од 2010. до 2015. био је на месту селектора сениорске репрезентације Словеније коју је успео да одведе на Зимске олимпијске игре 2014. у Сочију.
Његов син Анже Копитар један је од најбољих словеначких хокејаша свих времена и први словеначки играч који је заиграо у НХЛ лиги (где је са екипом Лос Анђелес кингса освојио трофеј Стенли купа).